# TRIGA

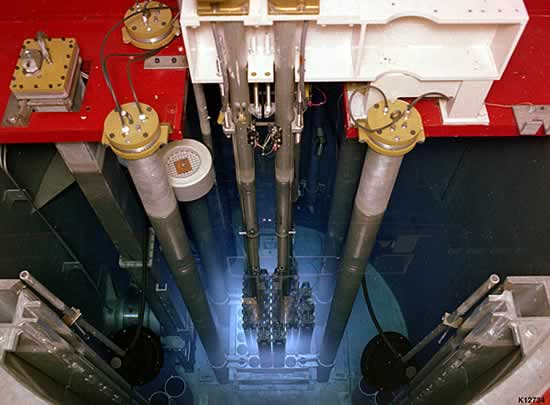
Der Kern eines Triga-Reaktors

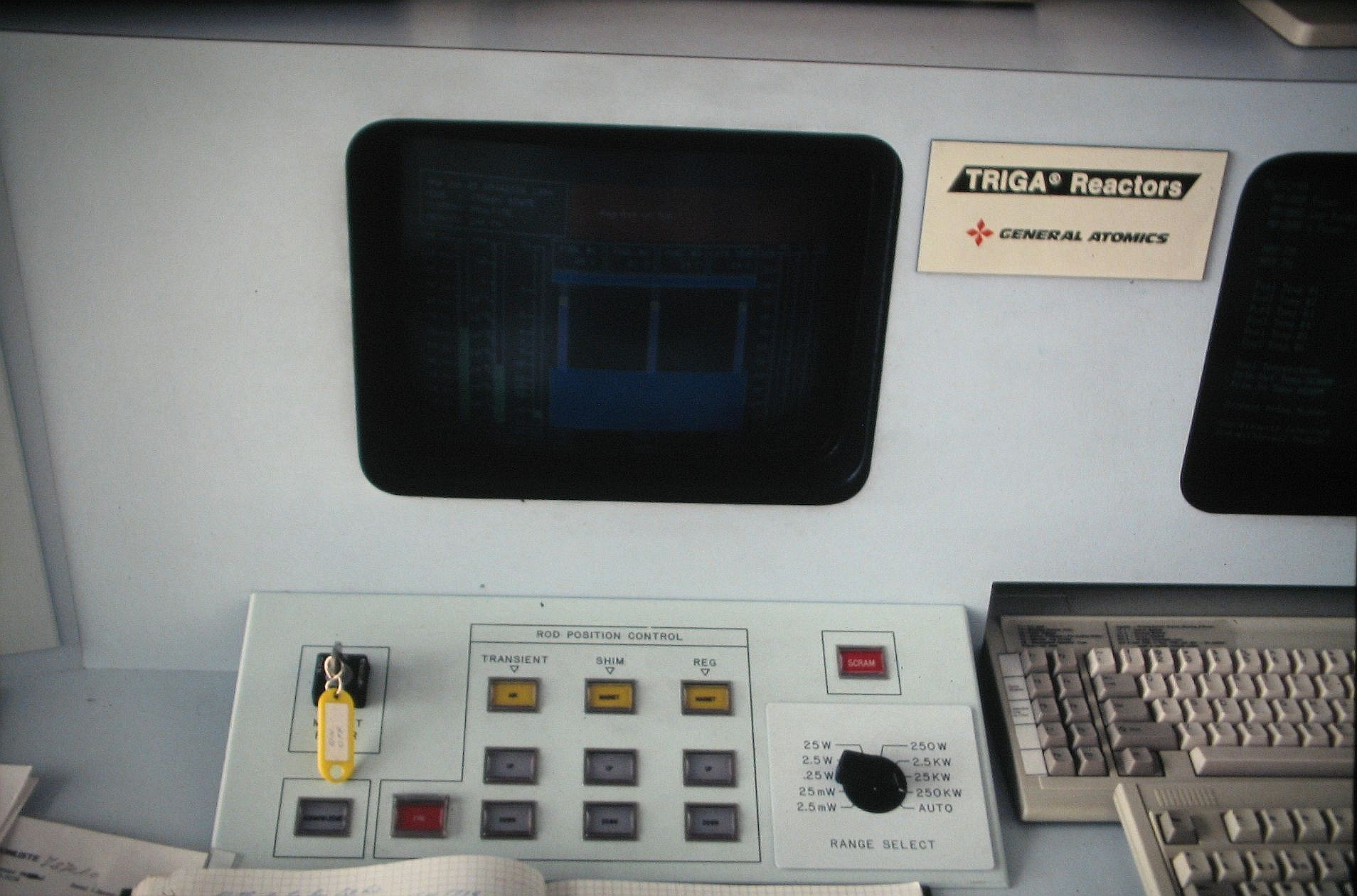
Altes Kontrollpult des TRIGA-Reaktors in Wien

TRIGA (Training, Research, Isotopes, General Atomic) ist ein Forschungsreaktor-Typ im Schwimmbad-Design. TRIGA-Reaktoren werden mit einigen Kilowatt (ca. 20 kW) bis hin zu mehreren Megawatt (20 MW) Leistung im Allgemeinen schlüsselfertig vom Hersteller General Atomics geliefert.
Die Idee zu diesem Reaktortyp stammt von Edward Teller, der auch die Entwicklungsgruppe unter Frederic de Hoffmann bei General Atomics leitete. Mitglieder der zehnköpfigen Gruppe waren Freeman Dyson und Theodore B. Taylor.
Die Reaktoren dienen Unterrichts- und Demonstrationszwecken sowie als Neutronenquelle für die Forschung und die Erzeugung von Radionukliden. Auch zum Dotieren von Silizium mittels Neutroneneinfang werden TRIGA-Reaktoren verwendet.

## Stand der Technik
Es sind Stand 2022 weltweit 36 TRIGA-Reaktoren im Einsatz, davon 18 in den USA.

## Betrieb

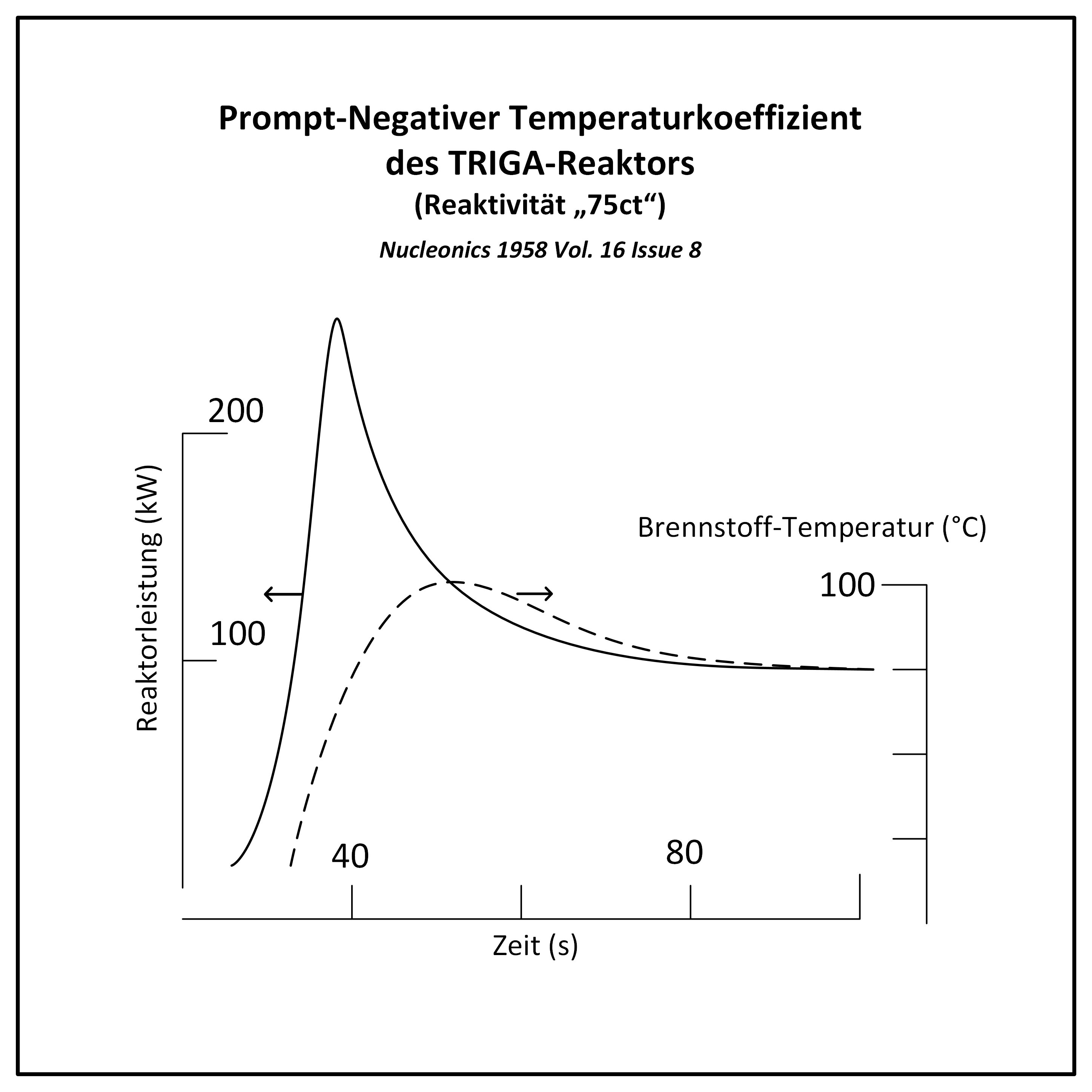
Zeitlicher Verlauf des negativen Temperaturkoeffizienten

TRIGA-Reaktoren können im Puls-Betrieb gefahren werden. Das heißt, dass der Reaktor ungeregelt bis in den prompt überkritischen Zustand angefahren wird. Der Neutronenfluss und damit die Wärmeleistung steigt sehr schnell an, bis der negative Temperaturkoeffizient der Reaktivität der Brennstäbe den Reaktor wieder unterkritisch macht. Die Impulsdauer beträgt etwa 30 ms. Wegen der Restwärme in den Brennelementen muss der Reaktor dann bis zum nächsten Impuls abkühlen. Bei diesem Betrieb werden sehr hohe Impulsleistungen und Neutronenflussdichten erreicht, die im kontinuierlichen Betrieb nicht möglich wären.

## Geschichte
Der erste Prototyp ging am 3. Mai 1958 in San Diego in Betrieb. Er wurde erst 1997 stillgelegt. Die American Nuclear Society verlieh der Anlage 1985 den Nuclear Historic Landmark Award. Das erste Design benötigte auf 19,75 % U-235 angereichertes Uran. Im Rahmen der von Präsident Eisenhower ins Leben gerufenen Atoms-for-Peace-Initiative wurde dieser Typ in zahlreiche Länder verkauft. Ein TRIGA-Reaktor wurde exemplarisch auf der Genfer Atomkonferenz ausgestellt.
Ab 1978 wurden die Reaktoren auf Betrieb mit niedriger angereichertem Uran umgestellt. Dies spart zum einen Geld (Urananreicherung ist energieintensiv und daher teuer) und verringert zum anderen Bedenken bezüglich Proliferation, denn obwohl Uran diesen Anreicherungsgrades nicht waffenfähig ist, ist es als Ausgangsmaterial weiterer Anreicherung für militärische Zwecke besser geeignet als niedriger angereichertes Uran. Nachteilig ist, dass durch einen höheren Gehalt an 238U mehr Transurane entstehen.
Insgesamt gibt es drei verschiedene Reaktortypen mit der Zusatzbezeichnung Mark I, Mark II und Mark III.
Die vorgesehene Verwendung des TRIGA als Lehrreaktor wird durch ein Zitat Edward Tellers unterstrichen, der sich hierbei auf die Aufgabenstellung der Entwicklungsgruppe des Reaktors bezieht:

“The group was to design a reactor so safe that it could be given to a bunch of high school children to play with, without any fear that they would get hurt.”

„Die Gruppe sollte einen Reaktor entwerfen, der so sicher war, dass er einer Gruppe von Oberschülern zum Spielen überlassen werden konnte, ohne Sorge, dass sie verletzt werden könnten.“

Tatsächlich verfügt das Reed College in Oregon, ein Liberal-Arts-College mit Fokus auf den Geisteswissenschaften, über einen TRIGA Mark I-Reaktor der ersten Generation, der von einer Gruppe Studenten betrieben wird. Dies sind hauptsächlich Physikstudenten,  daneben auch Studenten geisteswissenschaftlicher Fächer. Laut Angaben des Reed College arbeiten in der Betriebsmannschaft des Reaktors mehr Frauen als in allen anderen Forschungsreaktoren weltweit zusammengenommen. Interessierte Studenten durchlaufen eine spezielle Ausbildung unter Aufsicht der Nuclear Regulatory Commission.

## Brennstäbe

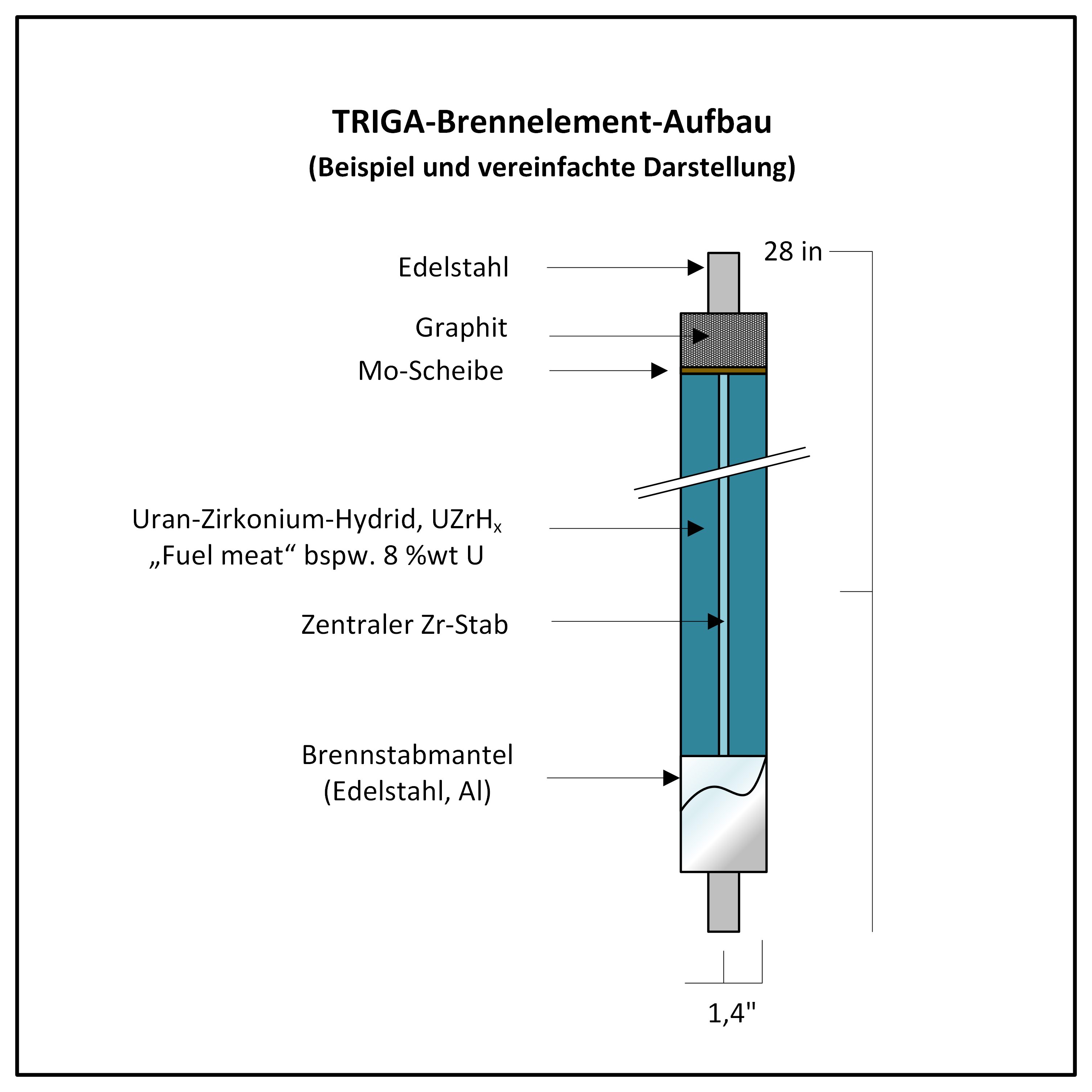
Aufbau eines Brennelement des TRIGA-Reaktors (Beispiel)

Die Brennstäbe für die TRIGA-Reaktoren wurden zunächst in San Diego (USA) gefertigt. Seit 1995 erfolgte die Fertigung durch TRIGA International. Die Firma ist ein Join Venture (50 % / 50 %) zwischen General Atomics und der französischen CERCA ("Compagnie pour l'Etude et la Realisation de Combustibles Atomiques"), einer Framatome-Tochter. Die Fertigung der Brennstäbe wurde nach Romans-sur-Isère (Frankreich) verlegt.
Die Fertigung von Brennelementen wurde im Jahr 2021 generalüberholt.
Ausgediente Brennelemente werden unter dem Foreign Research Reactor Spent Nuclear Fuel Acceptance Program an die USA zurück geliefert.